# Bastida
|  | Per a altres significats, vegeu «bastida (desambiguació)». |

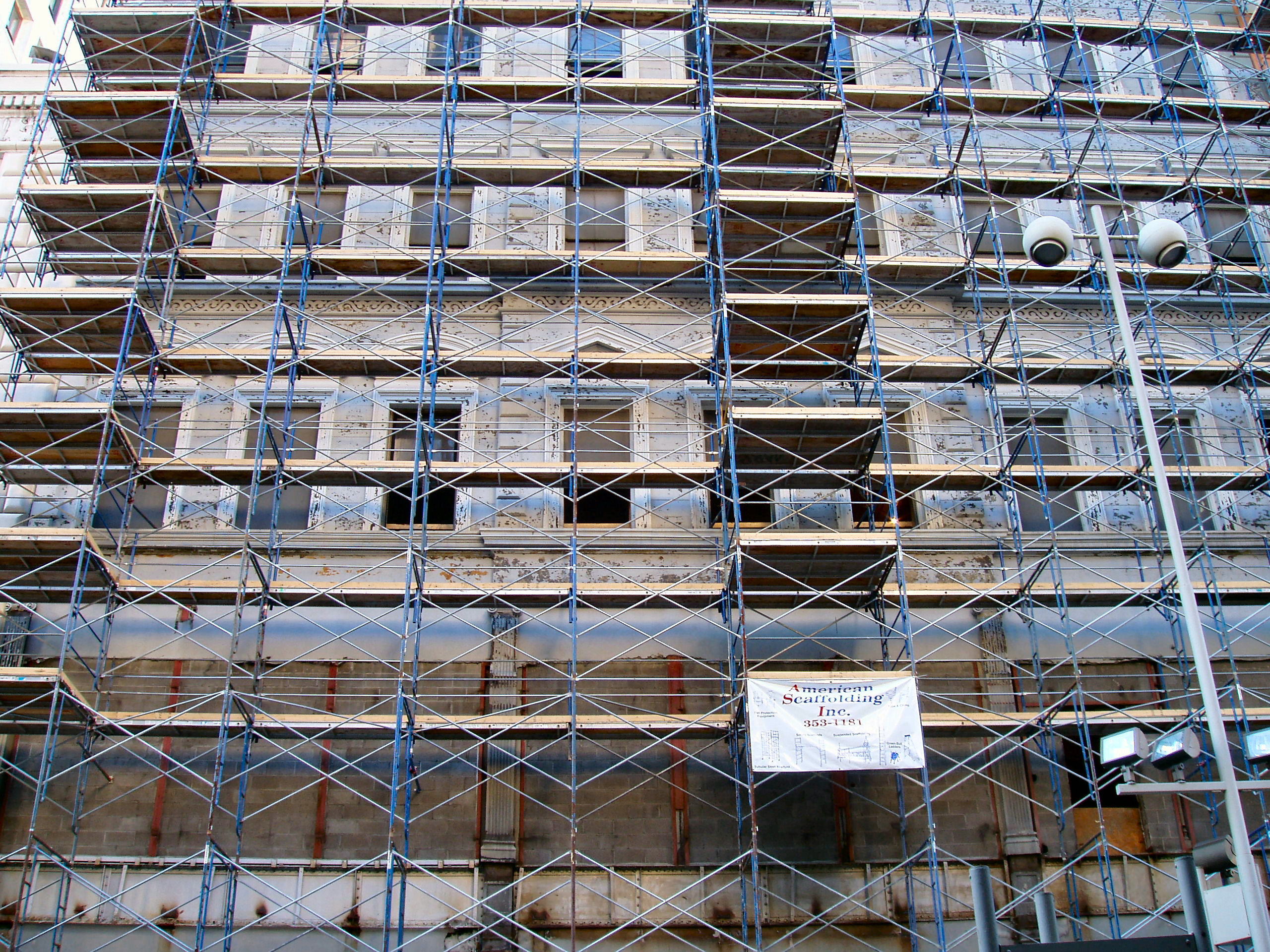
Bastida construïda amb mòduls d'acer.

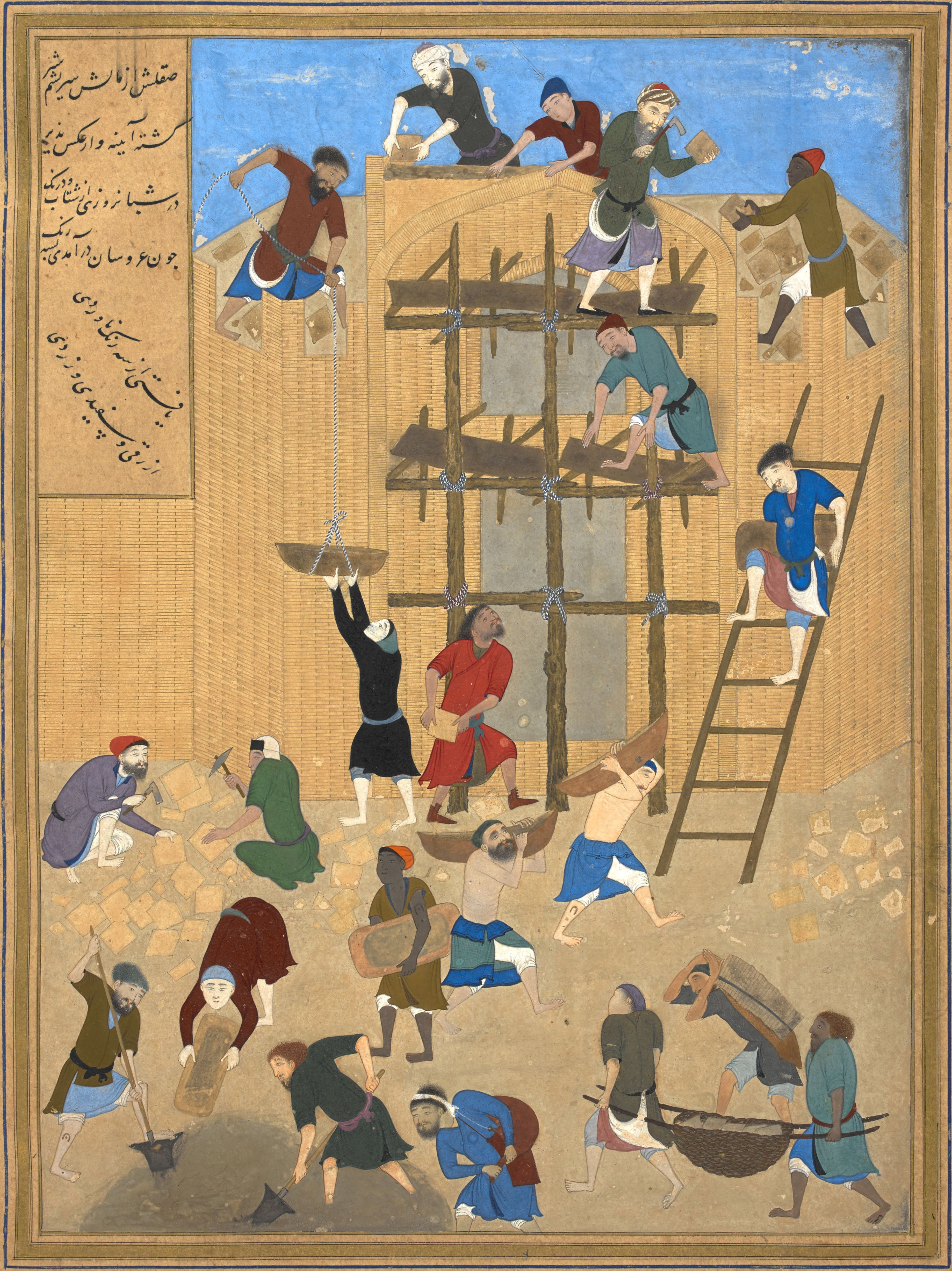
"La construcció del fort Khavarnaq" per Kamāl ud-Dīn Behzād Herawī, Herat c. 1494-1495, dinastia timúrida. Miniatura persa de Bihzad

Una bastida (o empalcadura a l'Alguer) és una construcció temporal fixa, suspesa o mòbil, composta per ponts, passarel·les o plataformes sostingudes per una carcassa de fusta, d'acer i (a l'orient) de canyes de bambú destinada a permetre l'accés d'obrers i portar materials a tots els punts d'una obra de construcció o rehabilitació, civil, industrial o naval.
Una bastida és una estructura resistent i temporal. Tradicionalment consta d'elements rígids (tècnicament anomenats "barres") disposats verticalment i horitzontalment. Travesses diagonals en asseguren rigiditat i quan necessari, es fixa a l'obra per assegurar-ne la stabilitat.

## Principals tipus actuals de bastides
Hi ha tres menes de bastida fonamentals per als treballs de construcció: les bastides baixes, les altes i els ponts volats.

### Bastida baixa
Una bastida de baixa o bastida de cavallets és un element de poca alçada format per peus d'acer o de fusta i una plataforma, normalment de fusta. No tenen escala interior, i se sol limitar el seu ús a 4 m. d'altura (2 m. si no tenen baranes). Un cas especial és la bastida de guixaire, que forma una tarima a tota la superfície d'una estança a una altura que permeti arribar bé al sostre amb les mans, per enguixar-lo.

### Bastida alta

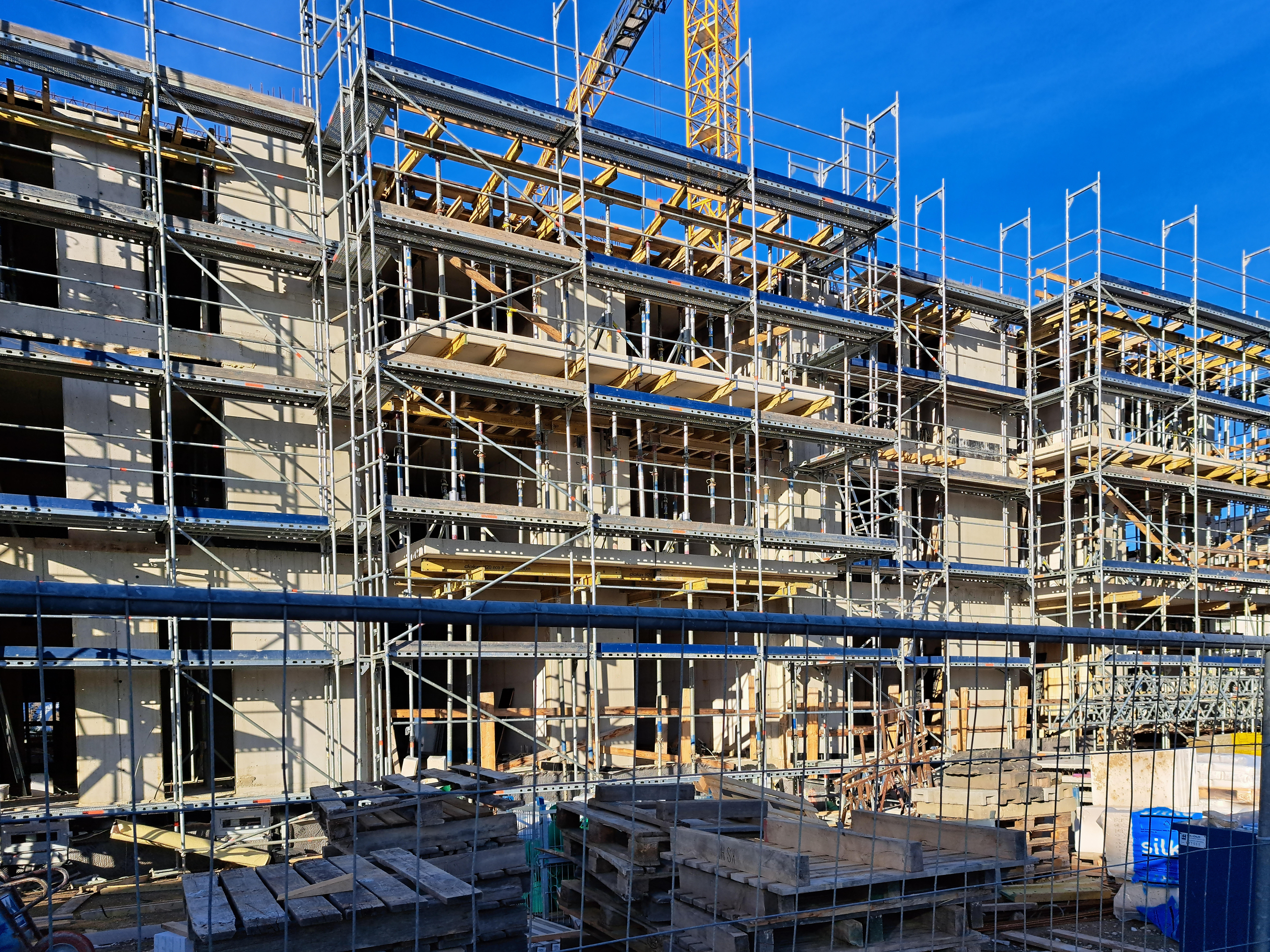
bastida tubular de tipus europeu a Dresden

La bastida alta, bastida tubular o bastida modular, està construïda amb mòduls prefabricats d'acer i plataformes. La majoria de legislacions actuals exigeixen que tingui una escala interior protegida de caigudes al buit per l'accés als nivells de treball, i baranes formades per sòcol, travesser intermedi i passamà.

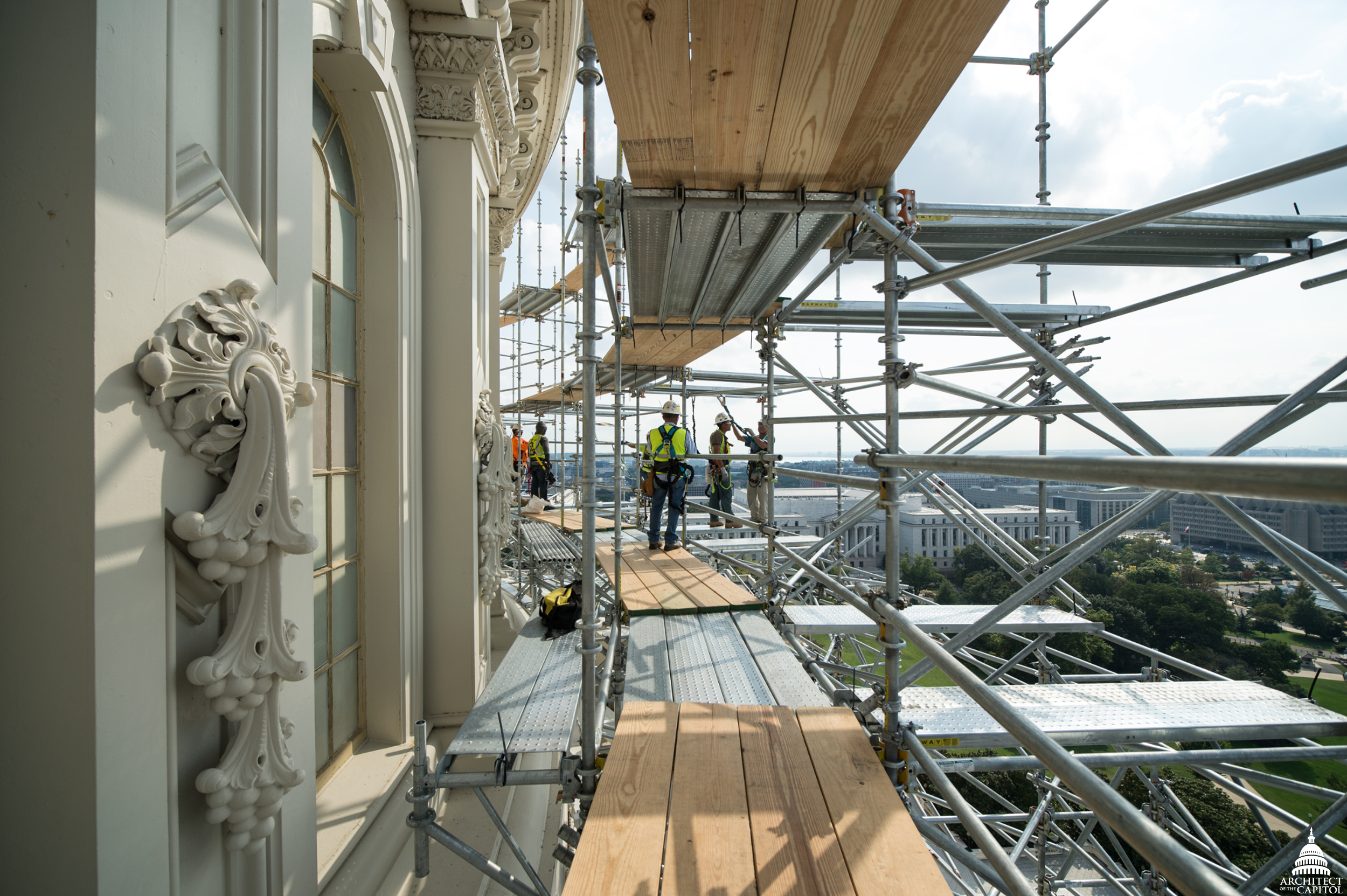
bastida de grapes mordassa i grapes mordassa (amb tubs de configuració multidireccional) a Washington, DC

Existeixen tres tipus d'estructures modulars, els de tipus europeu, en els que els marcs tubulars rígids són la peça base del sistema i estan acoblats mitjançant plataformes, baranes i diagonals. El segon són les estructures de configuració multidireccional, en què l'element principal són muntants tubulars verticals units entre si per components longitudinals a través de les rosetes de connexió integrades als mateixos muntants cada 50 centímetres en les què es fixen travessers i diagonals mitjançant falques que tenen incorporades en els caps de les barres. El tercer sistema de muntatge és la bastida de tubs i grapes mordassa, en la que els tubs es connecten a entre ells mitjançant grapes d'angle recte o pinces giratòries amb funcionament per fricció, per tal de proporcionar estabilitat a l'estructura.
Aquest tipus de bastida s'utilitza generalment quan cal una gran versatilitat. Els tubs horitzontals i les cobertes per caminar es poden col·locar a qualsevol alçada al llarg del tub vertical (tal com ho permeten les restriccions d'enginyeria), i els tubs verticals, o potes, es poden separar a qualsevol distància, fins a la distància màxima permesa per les restriccions d'enginyeria.
Les bastides tubulars simples permeten incloure amb rodes per poder-les desplaçar sempre que les superfícies del terreny siguin planes, llises i sense obstacles, però abans de poder-los emprar s'ha de verificar que aquestes estiguin frenades.

### Pont volant
Un pont volant o bastida penjada és una bastida en què les plataformes no reposen sobre el terra permetent els treballs al parament vertical quan la superfície de suport inferior no és prou segura o no és possible la realització del muntatge convencional. Els ponts volants, en el cas de ser de posició fixe poden consistir en bastides tubulars de tipus multidireccional subjectes a l'estructura, o en el cas d'haver de desplaçar-se en el pla vertical poden penjar de cables, normalment subjectes a girafes col·locades al terrat de l'edifici i ancorats a l'estructura o bé equilibrats amb contrapesos, en els què s'hi instal·len els sistemes d'elevació, ja siguin mecànics o manuals.

### Bastida de forats

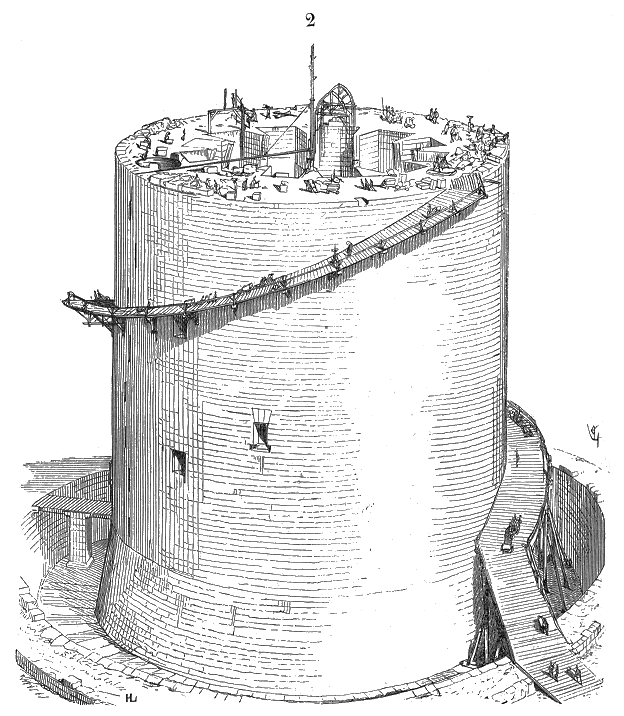
Els troncs en voladís suporten la bastida de la rampa d'accés en aquesta construcció del castell.

La bastida de forats es disposa a partir de troncs passants recolzats als extrems exteriors en troncs verticals, en forma de voladís amb un extrem fermament incrustat a la paret, o en forma de voladís travessant la paret per proporcionar bastides a banda i banda. Els troncs passants es poden serrar arran de la paret si no es poden treure, però els forats exteriors dels troncs normalment s'omplen a mesura que s'elimina la bastida per evitar que l'aigua entri dins les parets. Els forats interiors es poden deixar oberts, sobretot si no s'ha donat un acabat polit a l'espai. Els forats de bastida formen part d'un tipus de bastida bastant comú històricament; es poden trobar en antics edificis romans, van ser bastant populars al segle xvii i, de fet, encara s'utilitzen avui dia. La mida intranscendent i l'espaiat dels forats feien que no afectessin la solidesa de les muralles, i en castells ben conservats, com el Castell de Beaumaris, els antics forats de bastida es poden veure avui dia.

### Bastides amb encofrats

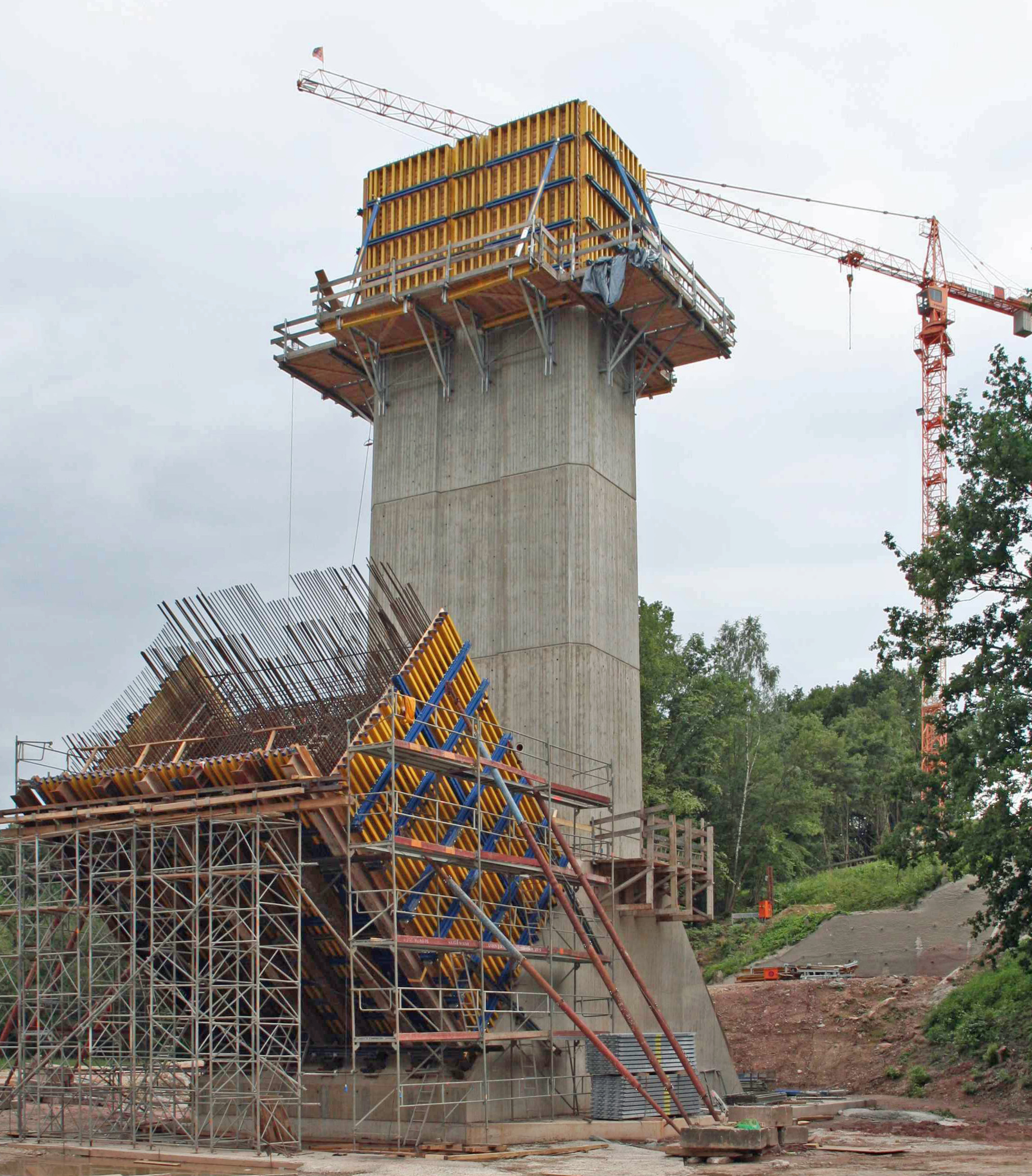
Encofrat trepador en la construcció d'una pila d'un pont a Coburg

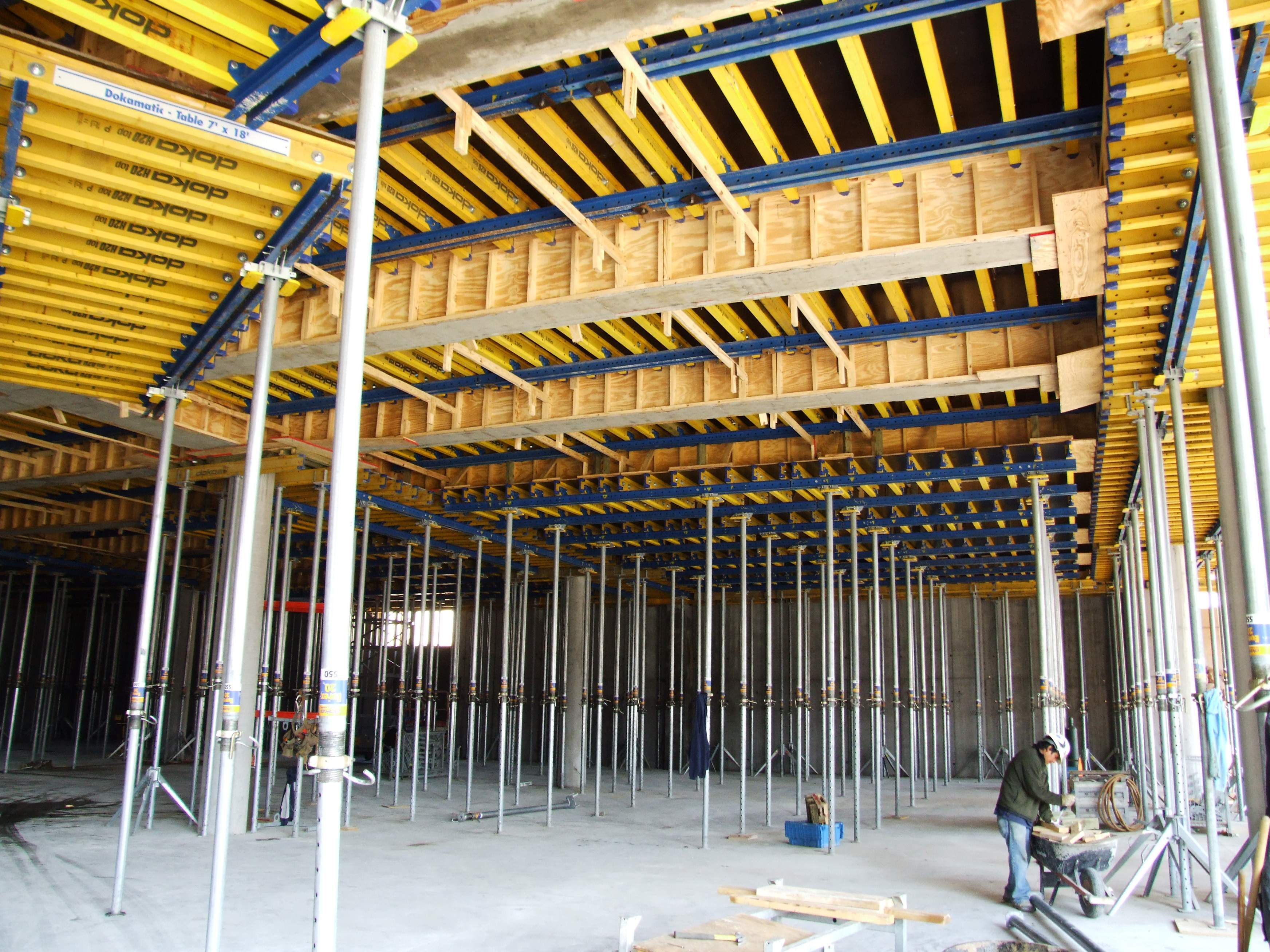
Taules d'encofrat en ús en una obra amb característiques estructurals més complicades

L'encofrat es construeix amb elements auxiliars per garantir la resistència: tensors, cintres i puntals, i es construeix in situ amb fusta i fusta contraxapada o taulers de partícules resistents a la humitat. És fàcil de produir, però requereix molt de temps per a estructures més grans, i el revestiment de fusta contraxapada té una vida útil relativament curta. Encara s'utilitza àmpliament quan els costos laborals són inferiors als costos d'adquisició d'encofrats reutilitzables. També és el tipus d'encofrat més flexible, de manera que fins i tot on s'utilitzen altres sistemes, els trams complicats poden utilitzar-lo.

### Bastides amb cintres

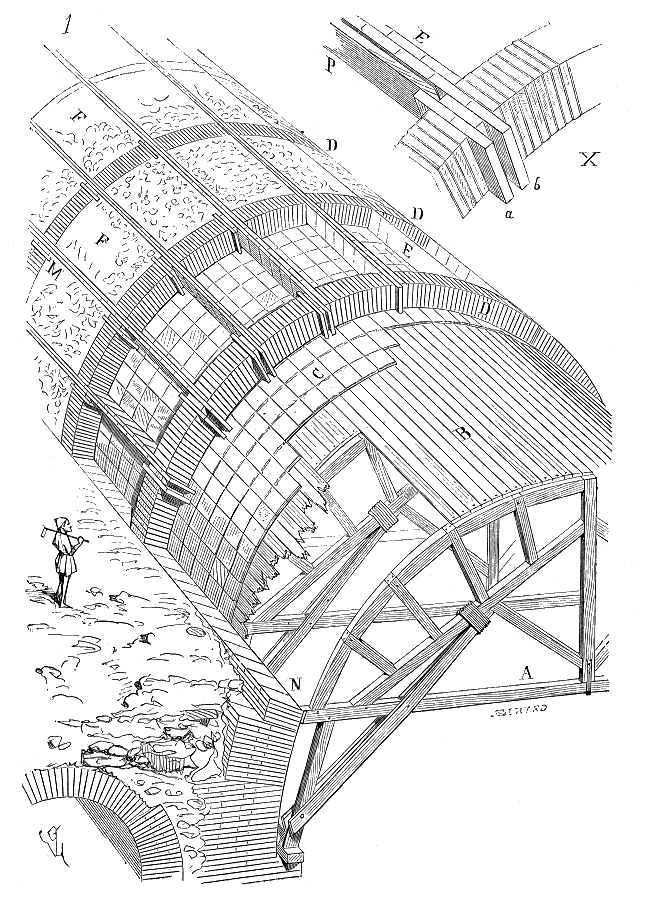
Procés de cintrar en la construcció d'una volta romana.

Les torres de cintra són estructures, realitzades de vegades amb els mateixos elements d'una bastida de treball, per a sustentar càrregues en lloc d'habilitar una zona de treball en alçada. Una cintra de fusta o altres materials, de curvatura adequada, permet sostenir una volta durant la construcció o les dovelles d'un arc i posicionar de forma correcta les dovelles fins fixar-la amb clau de volta. La disposició física de les peces de pedra implica una bastida per als operaris.

## Components d'una bastida
Els elements clau de la bastida són la placa base regulable amb gat o placa fixe, que incorpora una tija al centre sobre la que es carrega la bastida, els muntants, que són els components verticals principals, els travessers longitudinals que són tubs horitzontals units entre els muntants component un conjunt amb unions en angle recte per mantenir-los en posició, com els transversals, que a més serveixen de suport a les plataformes utilitzades de plataforma de treball, i les plataformes es poden ampliar lateralment emprant mènsules fixades als muntants. Les diagonals son tubs de reforç augmenten la rigidesa de l'estructura. baranes, i entornpeus. Les bastides de tipus europeu es fan amb elements prefabricats amb marcs que combinen travessers i muntants, simplificant les tasques de muntatge. Les unions entre tubs es realitza amb grapes, ja sigui en angle recte o giratòria, o rosetes de connexió multidireccional.
Els tubs solen estar fets d'acer galvanitzat o d'alumini. La bastida composta utilitza tubs de fibra de vidre enrotllats amb filaments en una matriu de niló o polièster, però pel seu cost només s'utilitza quan hi ha un risc de cables elèctrics aeris que no es poden aïllar. Els tubs tenen una varietat de longituds i un diàmetre exterior estàndard de 48,3 mm. La principal diferència entre els dos tipus de tubs metàl·lics és el menor pes dels tubs d'alumini (1,7 kg/m en lloc de 4,4 kg/m). El tub d'alumini és més flexible i té una menor resistència a l'estrès. Els tubs es compren generalment en 6,3 m de longitud i després es poden tallar a determinades mides típiques..

## Bastides en la història
Des d’èpoques prehistòriques les bastides emprades han estat adaptades a les tasques a realitzar. Una manera de classificar cada bastida és recordar l’obra acabada (generalment prou coneguda) i deduir la bastida necessària per a realitzar-la. Les bastides antigues són poc conegudes, a priori. Hi ha estudis especialitzats en cada cas.

### Coves de Lascaux

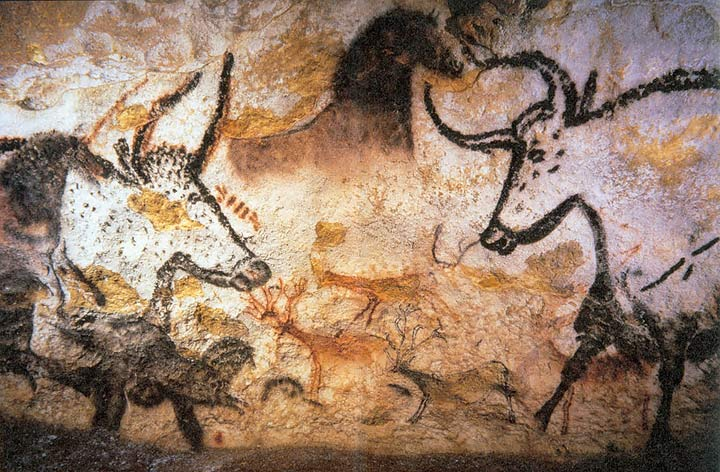
Pintures de les Coves de Lascaux

Les cerques in situ a les Coves de Lascaux han identificat forats als murs de les coves que serviren de suport de bastides que permetien pintar sostres inaccessibles directament. També han estat trobades restes de fibres vegetals, interpretades com a romanalles de cordes que permetien lligar els elements de la bastida.

### Zigurats
Un zigurat és un temple de l'antiga Mesopotàmia que té forma d'una torre esglaonada. Van fer falta bastides per a construir-lo, tot i que en general les obres mesopotàmiques, de molt gruix, eren executades amb maons i es construïen des de la cara superior un cop hi arribaven els maons per mitjans d'elevació, a diferència de la construcció general amb maons, que s'executa treballant des de la façana amb una bastida.

### Antic Egipte
Segons interpretacions o deduccions modernes, els temples egipcis (per exemple el Temple de Luxor) es van construir amb una «bastida» de sorra (o de fang). Es plantaven les bases de les columnes i, a mesura que es disposaven els elements superiors, s'augmentava el nivell de la bastida de sorra. Un cop acabats el sostre i els elements més alts, encara sense ornamentar, els escultors anaven tallant totes les parts de pedra. Des de dalt fins a la base. La bastida de sorra s'anava enretirant, des de dalt fins baix. L'ús de les bastides es pot veure clarament representat a les pintures de la construcció de la tomba de Rekhmire a l'Imperi Nou d'Egipte, on els artesans treballaven a l'estàtua del faraó utilitzant estructures de bastiment de fusta.

### Inscripció de Behistun
La inscripció de Behistun o Bisutun (en persa: بیستون) és una inscripció en persa antic, elamita i babiloni, que es va trobar a Behistun, una muntanya a la província de Kermansah, i que ha permès desxifrar l'escriptura cuneïforme. Fou transcrita per sir Henry Rawlinson, entre 1835 i 1843. Les inscripcions van ser declarades l'any 2006 Patrimoni de la Humanitat per la UNESCO. El contingut és un recull de notícies històriques aportades per Darios el Gran i fou escrita després del 520 aC. És a la paret de pedra i té uns 15 m d'alt i 25 m d'ample. Té 414 línies en 5 columnes per a l'antic persa, 593 línies i 8 columnes per a l'elamita, i 112 línies per al babiloni. Inscrit en un lloc poc accessible de la muntanya feia la inscripció més resistent al temps. Junt amb la inscripció, hi ha altres elements decoratius com les figures i l'al·legoria central.

### Ponts i aqüeductes romans
Per a construir els pont romans (com, per exemple el Pont d'Alcántara) era menester una diferent mena de bastides. L'Aqua Appia va ser el primer aqüeducte de Roma, construït l'any 312 aC. Per construir els aqüeductes romans calien bastides, usats per construir els arcs entre pilar i pilar mitjançant encofrats de fusta que recolzaven sobre mènsules o sobre les vores rectes de cornises sobresortints de les superfícies superiors dels pilars. Els arcs dels aqüeductes més baixos s'aixecaven directament des del terra sobre bastides. Un cop instal·lats els encofrats, es col·locaven els blocs de pedra o maó sobre l'estructura de fusta, es van construïen els costats horitzontals per sobre dels pilars i s'omplia l'interior de ciment i runes.

### Construccions de tàpia
La posada en obra de la tàpia implica un encofrat (mòbil) i una bastida (també mòbil) que permeti treballar als operaris.

### Viaductes

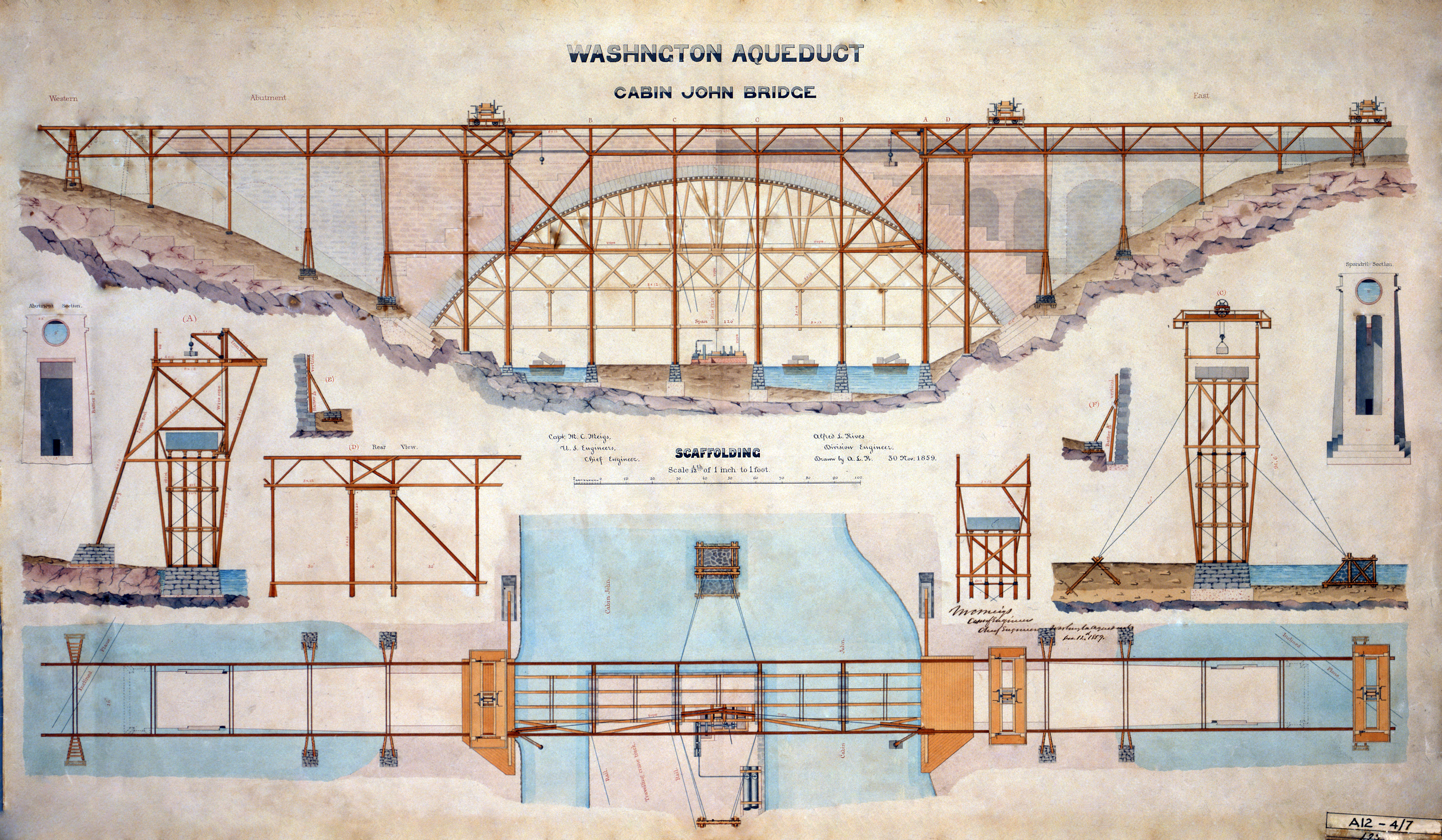
Aquarel·la de la bastida del Cabin John Bridge (1859)

Els viaductes no són altra cosa que variants dels ponts d'un arc únic, que consten de dos o més arcs. La construcció tradicional exigia bastides adequades, com el viaducte de la Chanca.

### Pintura de voltes d'esglèsia
Per arribar al sostres alts de les capelles per poder-los pintar, els artistes empraven bastides, i per exemple, a la Volta de la Capella Sixtina, Michelangelo Buonarroti va crear un tipus especial de bastida instal·lant plataformes de fusta subjectades per mènsules inserides a les parets de la capella, aquesta és la primera versió moderna dels pòrtics de plataforma que fem servir avui dia. A mesura que va completava parts, la bastida es traslladava a través de la capella.

### La bastida com a giny militar
En les guerres medievals les bastides eren màquines que permetien assaltar els murs d’un castell o les muralles d’una ciutat. Segons la definició i descripció de Francesc Eiximenis es poden considerar equivalents a les torres de setge.
| «                        | Lo comanador d'Alcaniç ab los frares e ab almugauers faeren vna bastida a Billena . | » |
| — Jaume I, Crònica, 315. |                                                                                     |   |

| «                                                  | Lo sisen esvahiment lo qual se fa que lo princep qui assetja faça fer torres e castells pus altes que los murs ne les torres del loch que assetja e sien cuberts de cuirs de bou cruus pertal que no si puxa metre foch, e acosten aytals torres fins al mur o almenys prop e haja ponts levadissos de las torres de funch fins al mur e daqui poden los combatens trametre tanta copia de pedres e de lances a aquells quils stan dejus en lo mur que per força aquells del mur hajen a fer loch e mentre fan loch aquells qui estan en les torres poden entrar dins lo loch e altres dejus ells poden sots ells pujar per scales: e altres del stol deuen apres pujar en les dites torres de fust prestament axí que tostemps hi haja prou gent per defendre e per combatre. E nota aci que ab cordes e ab corries poden los homens qui stan dins aytals bastides tirar las dites bastides fins al mur. Es ver que antigament aquells qui empenyien les dites bastides al mur staven sots alcuns edificis fets de fusta qui estaven fora la bastida. Empero qui dins els peus de les dites bastides baix feya dues cossies o canals per manera de cossia de galea les quals cossies fossen descubertes fins a la terra e dins la dita bastida al cap envers lo mur fermava be un pal de ferro o de fust dins cascuna cossia qui esta en la casa: e en cascuna cossia fermava una corriola per la qual passas una corda que tingues la un cap fermat en lo cap de la dita casa de fusta els homens dins la casa o fora la casa tirasen les cordes aquelles: lavors la bastida iria envers los pals fermats sis que la entrada de la casa se besas ab ells e puys porien arrencar aquells matex pals e posar en lo cap de la cossia en pes vers lo mur e axi tirar la bastida fins aquell loch on son los pals fermats: e per aquesta manera porien los homens stants dins e los stants defora tirar la bastida aquella fins al mur. Aquells encara qui stan dejus poden foradar lo mur: e aquells qui stan al mig poden gitar lo pont levadiç ab dues cadenes envers la part pus alta del mur e aqui entrar a plan peu: car ans que la bastida se faça ja deu hauer lo fuster la mesura de la altor del mur e sots aquella matexa mesura posar lo pont en la bastida aquells quins stan en la part pus alta de la bastida deuen contínuament gitar pedres e sagetes contra aquells del mur qui stan en dret e al costat de la bastida en guisa que facen loch a aquells qui stan al pont per entrar dins lo loch per lo mur | » |
| — Francesc Eiximenis. Dotzé del crestià. Cap. 294. | |   |

Segons una referència castellana al setge d'Algesires, les bastides de setge podien ser estàtiques i construïdes in situ. Molt semblants a les bastides de construcció reparació. L'any 1419, les grans escales de setge d'Alfons el Magnànim serien també bastides. Sobre sis rodes i cadascuna amb nom (Santa Caterina, Santa Clara, Sant Antoni, Sant Jordi, Sant Jaume). Escales petites que podien empalmar-se.

### Les bastides modernes
Durant la segona revolució industrial, la construcció i fabricació de productes en acer va augmentar notablement a Anglaterra i en 1860 Tasker and Boot Ltd ja va patentar un sistema de bastida. En 1880 Edwing J. Palmer va dissenyar la primera plataforma suspesa. Les bastides eren sistemes fets amb estàndards i mides molt diferents fins que el sistema va ser revolucionat pels britànics germans David i Daniel Palmer-Jones a les seves empreses Rapid Scaffold Tie Company Ltd, Tubular Scaffolding Company i Scaffolding Great Britain Ltd (SGB). David Palmer-Jones va patentar el Scaffixer en 1914, un dispositiu d'acoblament a base de cadenes d'acer unides per una fixació ancorada al pal de fusta, que va resultar molt més robust que la corda i va revolucionar la construcció de bastides. La seva empresa va rebre l'encàrrec de la reconstrucció del Palau de Buckingham, durant la qual el seu Scafixer va guanyar molta publicitat. Els Palmer-Jones en 1927 van patentar l'acoblador universal (Universal Coupler), una unió que substituiria els pals de fusta per barres d'acer de dimensions estandarditzades, permetent l'intercanvi industrial de peces i millorant l'estabilitat estructural de la bastida, l'ús de tirants diagonals també va ajudar a millorar l'estabilitat, especialment en edificis alts i aviat es va convertir en l'acoblament estàndard de la indústria que s'ha mantingut fins als nostres dies. El primer sistema de marcs va ser introduït al mercat per SGB el 1944 i es va utilitzar àmpliament per a la reconstrucció de la postguerra.
La bastida bàsica de tub lleuger que es va convertir en la bastida estàndard i va revolucionar, convertint-se en la línia de base durant dècades, es va inventar i comercialitzar a mitjans de la dècada de 1950. Un parell de treballadors podria muntar fàcilment una bastida de diferents mides i altures sense les femelles o els cargols que abans es necessitaven.